# Regino Díaz Redondo
Regino Díaz Redondo (Madrid, 1934-Madrid, 2018) periodista mexicano[cita requerida], fue presidente y director general del diario Excélsior de México durante 24 años y 4 meses. Es conocido por cubrir los acontecimientos de mayo de 1968 en París y de las primeras conferencias de paz entre delegados estadounidenses y vietnamitas que se realizaron ese mismo mes en el Hotel Crillón, en la Plaza de la Concordia de la capital francesa. En realidad nunca ejerció una carrera periodística sino como lo refieren sus compañeros fue usado como comparsa y organizador del golpe a Excélsior de Julio Scherer. Excelsior paso de ser el diario independiente y de mayor importancia de México a un simple panfleto a las órdenes del gobierno
Que hizo con la cooperativa de Excélsior, con los derechos de los cooperativistas, con los terrenos de Paseos de Taxqueña que les correspondían a los cooperativistas, y que junto con el Sr. Olivera y el Señor Juan Rojas Escalona, y otros personajes, destituyeron de sus puestos a dueños de la cooperativa para apropiarse de ella de manera ilegal ante las bases de una cooperativa.

## Historia
Antes de Excélsior pasó durante cuatro años por la prensa de Nueva York, El Mañana de Nuevo Laredo, El Tiempo y El Porvenir de Monterrrey, Cine Mundial del D.F. y el Semanario Claridades de la misma capital del país. Fue ganador de un concurso de la AMP (Asociación Mexicana de Periodistas) convocado para crear el primer Instituto Nacional de Encuestas, que se fundó en México y que continúa realizando sondeos. En el 2001 un movimiento renovador, surgido de Últimas Noticias, destituyó a Regino Díaz, quien dejó tras de sí una cooperativa desorganizada y una empresa endeudada, sin capacidad operativa y sin respaldos, cuya dirección cambió de manos constantemente -generalmente por gente cercana a la anterior dirección-, operando con los pocos recursos que quedaban.

En el año de 1968, llegó a la dirección de Excélsior el periodista Julio Scherer García quien logró una renovación del periódico, invitando a periodistas e intelectuales del país para que escribieran en sus páginas e inaugurando una era de pluralidad y apertura del diálogo en los medios escritos, así como el libre ejercicio de la crítica, particularmente al gobierno encabezado por el entonces presidente Luis Echeverría. Scherer logró posicionar al periódico como uno de los 10 mejores del mundo,[cita requerida] atrayendo a colaboradores de otros países, así como a propietarios y directores de diarios de Asia, Sudamérica y otros continentes para estudiar su estilo y metodología de trabajo.
En 1976, el régimen del presidente Echeverría reaccionó ante la postura crítica de Scherer y secretamente impulsó a un grupo de periodistas y trabajadores descontentos para tomar control de la cooperativa del periódico y destituir al actual consejo directivo -acusádolos de elitistas y malinchistas- encabezados por Regino Díaz Redondo, impulsor y organizador de las reuniones de los trabajadores inconformes (principalmente de los talleres y de Últimas Noticias, la edición vespertina).
El 8 de julio de 1976 se conformó la Asamblea Extraordinaria Definitiva, donde los cooperativistas acordaron la expulsión definitiva de Scherer, quien dejó la dirección de Excélsior acompañado de su consejo directivo y colaboradores; dicha asamblea asignó a Regino Díaz Redondo como Director, así como a la plana de funcionarios que estarían al mando de Excélsior hasta el año 2001. Estos hechos se conocen como "El golpe a Excélsior" y provocaron una crisis de contenido en el periódico y sus publicaciones anexas, que en algunos casos resultaron irreparables.
Una de las anécdotas más conocidas de esta época ocurrió cuando un grupo de personas que apoyaban a Scherer intentaron publicar un desplegado, responsabilizando al gobierno de Echeverría del golpe al periódico y manifestando su apoyo total a Scherer, pero en lugar del desplegado se publicó una página en blanco.
Del consejo editorial saliente nacieron otras publicaciones: Scherer fundó la revista semanal Proceso, Becerra Acosta fundó el periódico Uno más Uno (publicación que más tarde, en 1983, sufriría su propio cisma -que daría lugar a la creación de La Jornada), la revista Vuelta, fundada por Octavio Paz y otros antiguos miembros del consejo editorial de Plural, revista publicada por Excélsior. La mayor parte de los escritores, intelectuales y periodistas de los medios de comunicación del México de la segunda mitad del siglo XX estuvieron involucrados con Excélsior o las publicaciones aquí mencionadas.
Excélsior siguió existiendo, ahora cobijado por el poder presidencial. Gracias a dicha protección, sus trabajadores obtuvieron condiciones de trabajo y ganancias privilegiadas en comparación con los empleados y colaboradores en otros diarios de la época: llegó ser considerado como el periódico oficial del régimen, hecho que eventualmente propició la desaparición de El Nacional, que hasta ese momento ostentaba dicho título.
Regino Díaz Redondo falleció el domingo 31 de diciembre de 2017 en Madrid España.

## Reconocimientos y premios
Ha sido galardonado con el Premio Nacional de Periodismo que otorga el Gobierno de la República una sola vez a cada uno de los que se hacen acreedores a él. El jurado estuvo integrado, entre otros intelectuales, por Elena Poniatowska y Fernando Benítez. Obtuvo 16 premios de la Asociación Mexicana de Periodistas por su labor durante todos esos años. Realizó simultáneamente alrededor de 100 entrevistas a Jefes de Estado y de Gobierno de cuatro continentes. Ejerció el periodismo desde ayudante de redacción, reportero "B" a prueba por tres meses, reportero de Últimas Noticias Primera Edición, reportero suplente de Excélsior, reportero titular del matutino, así como encargado de cubrir algunas fuentes de información del diario. También fue Jefe de Información suplente de Excélsior, después reportero para asuntos especiales del periódico, Jefe de información y Director de la Segunda Edición de Últimas Noticias, Jefe de redacción del Matutino e hizo las suplencias de la subdirección largo tiempo.